# جسی کرای
جسی کرای (انگلیسی: Jesse Kraai؛ زادهٔ ۶ مهٔ ۱۹۷۲) یک استادبزرگ شطرنج اهل ایالات متحده آمریکا است که در ریچموند، کالیفرنیا زندگی می‌کند. کرای در سال ۲۰۰۷ به درجه استادبزرگی رسید. او نخستین فرد متولد آمریکا بود که پس از تال شیکد در سال ۱۹۹۷ به این درجه رسید.
کرای در سانتافه، نیومکزیکو متولد شد. او در ۱۹۹۴ مدرک کارشناسی خود را از شیمر کالج گرفت و در ۱۹۹۶ در رشته فلسفه از دانشگاه ینای آلمان فارغ‌التحصیل شد. او در سال ۲۰۰۱ به دکترای فلسفه از دانشگاه هایدلبرگ نائل آمد. تز دکترای او در مورد تأثیر گئورگ یواخیم رتیکوس بر توسعه نظریه کوپرنیکوس بود.
در سال ۲۰۱۳، کرای کتاب داستانی به نام «لیسا: رمانی در مورد شطرنج» (به انگلیسی: Lisa: A Chess Novel) (شابک ‎۰۹۷۶۸۴۸۹۰۲) منتشر کرد. اوبرای نوشتن این رمان سه سال از آموزش شطرنج کناره گرفته بود.